# Paraeumigus nadigi
Paraeumigus nadigi är en insektsart som beskrevs av Scott LaGreca 1993. Paraeumigus nadigi ingår i släktet Paraeumigus och familjen Pamphagidae. Inga underarter finns listade i Catalogue of Life.